# (34433) 2000 SE37
2000 SE37 (asteroide 34433) é um asteroide da cintura principal. Possui uma excentricidade de 0.11142400 e uma inclinação de 2.70849º.
Este asteroide foi descoberto no dia 24 de setembro de 2000 por LINEAR em Socorro.